# Винькеле, Илзе
И́лзе Ви́нькеле (латыш. Ilze Viņķele, урождённая Видиня, Vidiņa; 27 ноября 1971 года, Резекне) — латвийский политический и государственный деятель. В прошлом — министр благосостояния Латвии (2011—2014), министр здравоохранения Латвии (2018—2021), депутат 10—12-го Сейма Латвии.

## Биография
Отец — известный политик и диссидент Юрис Видиньш.
Винькеле окончила Рижский университет имени Страдыня, получив образование социального работника. Работала журналистом журнала Sveiks un Vesels, а также социальным работником. Представляет объединение «Развитию/За!» (до июля 2017 года представляла «Единство», до 2008 года состояла в ТБ/ДННЛ).

## Личная жизнь
До 2017 года была замужем за политиком Юрисом Винькелисом, затем — за учёным Робертсом Килисом.